# Вардзиа (Харагаульский муниципалитет)
Вардзиа (груз. ვარძია) — село в Грузии, на территории Харагаульского муниципалитета края (мхаре) Имеретия.

## География
Село находится в западной части Грузии, на левом берегу реки Боримелы (левый приток Дзирулы), на расстоянии 15 километров к западу от посёлка городского типа Харагаули, административного центра муниципалитета. Абсолютная высота — 395 метров над уровнем моря.

## Население
По результатам официальной переписи населения 2014 года, в Вардзии проживало 959 человек (486 мужчин и 473 женщины). В национальной структуре населения грузины составляли 100 %.
| Год  | Население, человек |
| ---- | ------------------ |
| 2002 | 1458               |
| 2014 | ↘ 959              |